# Die Aufstellung des 1. FC Nürnberg vom 27.1.1968
Die Aufstellung des 1. FC Nürnberg vom 27.1.1968 ist ein Gedicht des österreichischen Schriftstellers Peter Handke. Es erschien 1969 in dem Band Die Innenwelt der Außenwelt der Innenwelt im Suhrkamp Verlag. Stilistisch bedient Handke sich bei dem Werk der Form der Ready-mades. Er nimmt die Namen der Spieler des 1. FC Nürnberg, wie sie von Sportzeitschriften abgedruckt werden, aus dem gewohnten Sinnzusammenhang, behält aber die Form der Darstellung bei und zeigt damit auf, dass Dichtung nicht ausschließlich anhand von Inhalt und Textmerkmalen definiert werden kann, sondern auch die Kommunikationssituation zwischen Leser und Text bestimmt, ob etwas als Dichtung rezipiert wird.

## Hintergrund
Der 1. FC Nürnberg bestritt am 27. Januar 1968 das Erstrundenspiel im DFB-Pokal gegen Bayer 04 Leverkusen und gewann es mit 2:0. Spielbeginn war 14:00 Uhr. Abweichend zu der im Gedicht genannten Aufstellung spielte als linker Verteidiger Helmut Hilpert für Horst Leupold. Leupold kam erst eine Viertelstunde vor Spielende für Blankenburg aufs Feld. Auch der Spielbeginn, den Handke als Schlusszeile seines Gedichtes verwendet, ist abweichend mit 15 Uhr angegeben.

## Ausgaben
- Handke, P. (1969). Die Aufstellung des 1. FC Nürnberg vom 27.1. 1968. Die Innenwelt der Außenwelt der Innenwelt, S. 59.